# Franciscaines hospitalières de l'Immaculée Conception
Les franciscaines hospitalières de l'Immaculée Conception (en latin : Congregationis Sororum Franciscalium Hospitalariarum ab Immaculata Conceptione) sont une congrégation religieuse féminine hospitalière et missionnaire de droit pontifical.

## Historique
En 1870, le père portugais Raymond dos Anjos Beirão (1810–1878) envoie à Calais un groupe de jeunes tertiaires franciscaines engagées dans les soins hospitaliers pour les pauvres de Lisbonne afin qu'elles y accomplissent leur noviciat religieux sous la direction des franciscaines de Calais.
De retour dans leur pays natal en 1871, le groupe ouvre une maison placée sous la protection de saint Patrick. La première supérieure de la nouvelle communauté est Marie Claire de l'Enfant Jésus (1843–1899) considérée comme cofondatrice et béatifiée en 2011.
Dès 1875 la maison de Lisbonne demande son autonomie de Calais. L'autorisation est accordée par le Saint-Siège le 27 mars 1876. La même année la congrégation religieuse s’affilie à l’ordre des frères mineurs (affiliation renouvelée le 9 août 1905).

## Activités et diffusion
Les franciscaines hospitalières de l'Immaculée Conception se consacrent à diverses œuvres caritatives en particulier aux soins des malades, elles sont également actives en terres de mission.
Elles sont présentes en :
- Europe : Portugal, Espagne, Italie ;
- Afrique : Afrique du Sud, Angola, Guinée-Bissau, Mozambique, Sao Tomé-et-Principe ;
- Amérique : Brésil, États-Unis, Mexique ;
- Asie : Timor oriental.

La maison généralice se trouve à Linda-a-Pastora-Queijas près de Oeiras, au Portugal.
En 2017, la congrégation comptait 1247 sœurs dans 150 maisons.